# INTA-300
INTA-300, також відома як «Фламенко», була двоступеневою іспанською звуковою ракетою . Він мав пусковий ступінь типу Heron і розгінного ступеня типу Snipe.
Заснована на ракеті INTA-255 Bristol Aerojet, INTA-300 здатна досягати висоти 300 км (186 mi) окремо і до 50 км (31 міль) з максимальною вагою корисного навантаження,  з тягою 138,00 кН.
Намір INTA-300 полягав у тому, щоб мати можливість піднімати корисний вантаж 50 кг до 300 км. За допомогою Bristol Aerojet, Instituto Nacional de Técnica Aeroespacial зміг створити досить потужний прототип у 1981 році після трьох невдалих запусків. До моменту будівництва четвертої моделі фінансування було зменшено 
Коли в 1990-х роках знову з’явилися кошти, четверту модель INTA-300 було удосконалено на більш ефективну модель під назвою INTA-300B, здатну перевозити більший корисний вантаж і підніматися на більшу висоту. 

## Запуски
INTA-300 була активованаа INTA6ь разів між 1974і  1994 роками з Ель-Ареносільо . 
| Дата                | Ракета-носій | Тип місії                 | Нація     | Апогей | Примітки                             |
| ------------------- | ------------ | ------------------------- | --------- | ------ | ------------------------------------ |
| 9 жовтня 1974 року  | ІНТА-300     | Тестова місія             | Німеччина | 254 км | Не вдалося досягти очікуваної висоти |
| 21 жовтня 1975 року | ІНТА-300     | Аерономія / залік         | Німеччина | 240 км | Не вдалося досягти очікуваної висоти |
| 28 червня 1978 року | ІНТА-300     | НЕВДАЧА                   | Іспанія   | 0 км   | провал                               |
| 18 лютого 1981 року | ІНТА-300     | Аерономічна місія         | Іспанія   | 285 км | Перший повністю успішний запуск      |
| 21 жовтня 1993 року | ІНТА-300Б    | FEIROX / FEIROH Аерономія | Іспанія   | 154 км |                                      |
| 16 квітня 1994 року | ІНТА-300Б    | O2-INTA300 Аерономія      | Іспанія   | 156 км |                                      |

## Дивіться також
- Фульмар
- ІНТА-255
- Козеріг (ракета)
- Міура 1